# ثريا اللمكية
هي سيدة عمانية متفقهه في الدين من مواليد قرية قصرى في ولاية الرستاق كانت تكثر من قراءة القران الكريم وايضا تلقي الاشعار.

## نسبها
وهي ابنة الشيخ الجليل راشد بن سيف اللمكي وقد تتلمذت على يديه فهو من علمها اصول الفقه والدين وكانت
تشاركها في الجلسات اختها السيدة عزة اللمكية، وعندما توفي والدها كانت بجانبه حيث  وضعته في حجرها عندما جاءته سكرة الموت.
جدها لامها هو الشيخ ماجد بن خميس العبري وكانت كثيرا ما تردد اشعار جدها الشيخ العبري
تزوجها شيخان بن خالد المعولي من وادي المعاول وانجبت منه حميد بن شيخان فقط
لها اخت اسمها عزة وتزوجها عبد الله بن محمد المعولي  ابن عم زوجها شيخان.

## اعمالها
وقد ذكر ان السيد سعيد بن إبراهيم بن قيس كان يزور والدها في بيته في قصرى ويصلي معه في مسجد قصرى
كانت السيدة ثريا تزور احفادها كثيرا وبالأخص زيانة بنت حميد بن شيخان المعولية وكانت تمكث معهم بالاشهر
وعندها لوح تقرا منه وكانت تترنم كثيرا بقصائد الشيخ العبري بإلقاء جميل.

## وفاتها
توفيت في وادي المعاول وعمرها 95 سنة وكان قبرها في محلة المريغة بوادي المعاول